# Centaurea orbelica
Centaurea orbelica — вид квіткових рослин родини айстрових (Asteraceae). Ареал: Болгарія, Сербія, Косово, Північна Македонія.

## Середовище
Населяє пасовища та скелі.

## Морфологічна характеристика
Це багаторічник 10–30 см заввишки, сіро-запушена. Листки лінійно-довгасті, прикореневі довго і тонкочерешкові, верхні сидячі. Квіткові голови поодинокі. Квітки білуваті. Період цвітіння: весна, початок літа.